# Горохов, Андрей Васильевич
Горохов Андрей Васильевич (род. 19 сентября 1952, Туапсе) — советский и российский энтомолог, палеонтолог, доктор биологических наук, главный научный сотрудник Зоологического института РАН, специалист по систематике прямокрылых.

## Биография
Родился 19 сентября 1952 года в Туапсе
Окончил Оренбургский государственный педагогический университет по специальностям биология и химия, участвовал в деятельности студенческих научных обществ и в экспедициях по Оренбургской области, Казахстану и Средней Азии. В 1974 г. поступил в аспирантуру Зоологического института Академии Наук СССР и в 1980 г. успешно защитил кандидатскую диссертацию по сверчковым (Grylloidea) фауны Средней Азии. В этот период и позднее участвовал в ряде экспедиций в южные районы СССР (Туркмения, Таджикистан, Казахстан, Узбекистан, Азербайджан, Армения, Грузия, Крым, Приморский край и Курильские о-ва), проводимых Зоологическим институтом совместно с местными научными организациями.
С 1981 г. работает в Зоологическом институте в Лаборатории систематики насекомых в должностях младшего, старшего, ведущего и главного научных сотрудников. В 1985—1990 гг. участвовал в международных советско-монгольской и советско-вьетнамской зоологических экспедициях на территории Монголии и Вьетнама.
В 1991 г. ему была присуждена ученая степень доктора биологических наук, а его докторская диссертация была опубликована в 1995 г. в виде 2-томной книги по системе и эволюции подотряда длинноусых прямокрылых (Ensifera). В этом же году А. В. Горохов возглавил Отделение прямокрылых насекомых в Зоологическом институте и стал куратором главной справочной коллекции по этим насекомым в России.

## Научные интересы
Дальнейшая работа А. В. Горохова была связана с тропическими исследованиями в Юго-Восточной Азии, на Новой Гвинее, в Турции, Южной и Центральной Америках, в Африке и на Мадагаскаре. Им было совершено около 20 экспедиций в разные страны этих регионов, обработаны большие материалы этих экспедиций. В результате этой работы и с учётом предыдущих исследований А. В. Гороховым было открыто и описано свыше 3000 новых для науки таксонов (от подсемейств и триб до родов и видов), для многих из ранее описанных таксонов было исправлено или установлено таксономическое положение в системе. Для лучшего понимания эволюционных тенденций в морфологии, филогенетических отношений между высшими таксонами и географической истории прямокрылых А. В. Горохов постоянно использовал палеонтологические данные и обрабатывал новые ископаемые материалы, что позволило найти предковые таксоны для ряда ветвей отряда прямокрылых, описать свыше 10 новых семейств и надсемейств ископаемых прямокрылых, а также ряда других отрядов древних ортоптероидных насекомых (Polyneoptera). Кроме того, им были выявлены некоторые новые закономерности и теоретические аспекты биологической эволюции: генитальные часы; колебательная и поступательная формы эволюции; анализ эволюционных сценариев как метод филогенетических исследований; ранги таксонов как основа математизации биоразнообразия.
С 2008 г. А. В. Гороховым совместно с В. В. Изерским было начато исследование прямокрылых Перу. Были организованы 4 экспедиции в провинциях Satipo и Atalaya, а также в районе реки Morona и в верховьях Амазонки (2008, 2010—2011, 2017, 2018—2019 гг.). Итоги этих полевых работ отражены в 17 публикациях, в которых были опубликованы многочисленные новые данные по перуанским прямокрылым, включая описания около 80 новых для науки таксонов и обзоры по фауне сверчков подсемейств Podoscirtinae и Phalаngopsinae Перу.
В честь А. В. Горохова, названо около 30 новых для науки таксонов (в основном виды и роды, но и одно ископаемое семейство Gorochoviidae).
Член научных советов Института и редколлегий научных журналов «Труды Зоологического института РАН (Proceedings of the Zoological institute of RAS)», «Zoosystematica Rossica» и Far Eastern Entomologist.
Входил в число организаторов съездов Русского энтомологического общества.

## Таксоны названные в честь А. В. Горохова
Рода
- Andrea Mistshenko (Orthoptera)
- Gorochovius Xie, Zheng et Li (Orthoptera)
- Gorochovitettix Storozhenko et Pushkar (Orthoptera)
- Gorochovia Storozhenko (Grylloblattida)
- Gorochoviella Storozhenko (Grylloblattida)

Виды
- Andrea gorochovi Mistshenko (Orthoptera)
- Tettilobus gorochovi Podgornaja (Orthoptera)
- Bergiola gorochovi Garai (Orthoptera)
- Cearagryllus gorochovi Martins-Neto (Orthoptera)
- Sigmaboilus gorochovi Fang, Zhang, Wang et Zhang (Orthoptera)
- Mesagraecia gorochovi Ingrisch (Orthoptera)
- Hueikaeana andreji Ingrisch (Orthoptera)
- Apotetamenus gorochovi Cadena-Castaneda (Orthoptera)
- Aphonomorphus gorochovi Cadena-Castaneda et Noriega (Orthoptera)
- Mikluchomaklaia gorochovi Otte (Orthoptera)
- Anacranae gorochovi Storozhenko (Orthoptera)
- Toacris gorochovi Storozhenko (Orthoptera)
- Pteronemobius gorochovi Storozhenko (Orthoptera)
- Rostella gorochovi Storozhenko (Orthoptera)
- Mongoloidelis gorochovi Storozhenko (Grylloblattida)
- Deroplatys gorochovi Anisyutkin (Dictyoptera)
- Calolamprodes gorochovi Anisyutkin (Dictyoptera)
- Pseudophoraspis gorochovi Anisyutkin (Dictyoptera)
- Rhabdoblatta gorochovi Anisyutkin (Dictyoptera)
- Pycnoscelis gorochovi Anisyutkin (Dictyoptera)
- Melittia gorochovi Gorbunov (Lepidoptera)
- Nanomyrmacyba gorochovi Korotyaev (Coleoptera)
- Mecysmoderes gorochovi Korotyaev (Coleoptera)
- Oligoneurus gorochovi Belokobylskij (Hymenoptera)
- Ipodoryctes andreii Belokobylskij (Hymenoptera)
- Incurvarion gorochovi Kasparyan (Hymenoptera)
- Isomya gorochovi Verves (Diptera)

## Публикации
Автор свыше 300 публикаций (книг, научных и научно-популярных статей).
- Горохов А.В.Система и эволюция прямокрылых подотряда Ensifera (Orthoptera). Часть 1. // Труды Зоологического института РАН, том 260, вып. 1. Санкт-Петербург, 1995. 225 с.
- Горохов А.В.Система и эволюция прямокрылых подотряда Ensifera (Orthoptera). Часть 2. // Труды Зоологического института РАН, том 260, вып. 2. Санкт-Петербург, 1995. 214 с.
- Горохов А. В. Материалы по фауне и систематике лжекузнечиковых (Orthoptera, Stenopelmatoidea) Индокитая и некоторых других территорий. XI// Энтомологическое обозрение. 2013. Т. 92. № 3. С. 537—554.
- Горохов А. В. Новые и малоизвестные сверчки подсемейства Phalangopsinae (Orthoptera, Gryllidae). 5. неотропические таксоны трибы Paragryllini // Зоологический журнал. 2009. Т. 88. № 7. С. 809—822.
- Горохов А. В. О пермских и триасовых палочниках (Phasmoptera) из Евразии// Палеонтологический журнал. 1994. № 4. С. 64.
- Gorochov A.V. A new, enigmatic family for new genus and species of Polyneoptera from the upper permian of Russia // ZooKeys. 2011. Т. 130. С. 131—136.
- Gorochov A.V., Tan M.K. New crickets of the subfamilies Phaloriinae and Pteroplistinae (Orthoptera: Gryllidae) from Singapore // Zootaxa. 2012. № 3525. С. 18-34.

## Членство в профессиональных обществах
- Член Всесоюзного Энтомологического Общества (с 1974 г. по 1992 г.)
- Член Русского Энтомологического Общества (с 1992 г.)
- Член Международного Ортоптерологического Общества (Orthopterists’ Society) (с 1990 г.)
- Член-основатель Mеждународного Палеоэнтомологического Общества (с 2001 г.)